# Ionuț Badea
Ionuț Badea (* 14. Oktober 1975 in Buzoești) ist ein ehemaliger rumänischer Fußballspieler und derzeitiger -trainer, der im Moment Assistent der rumänischen Fußballnationalmannschaft ist.